# Platánfélék

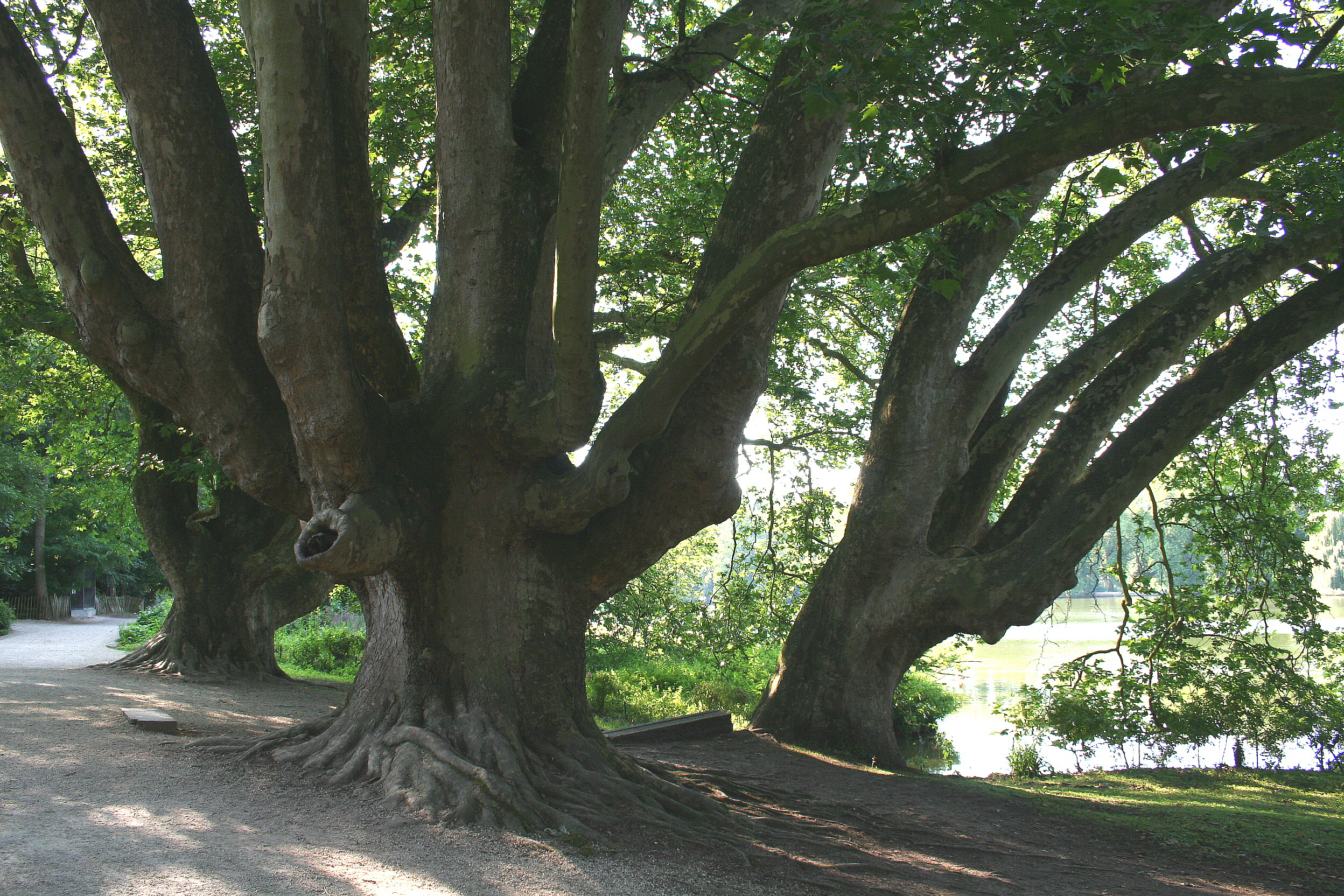
Idős, vastag törzsű keleti platánok (Platanus orientalis)

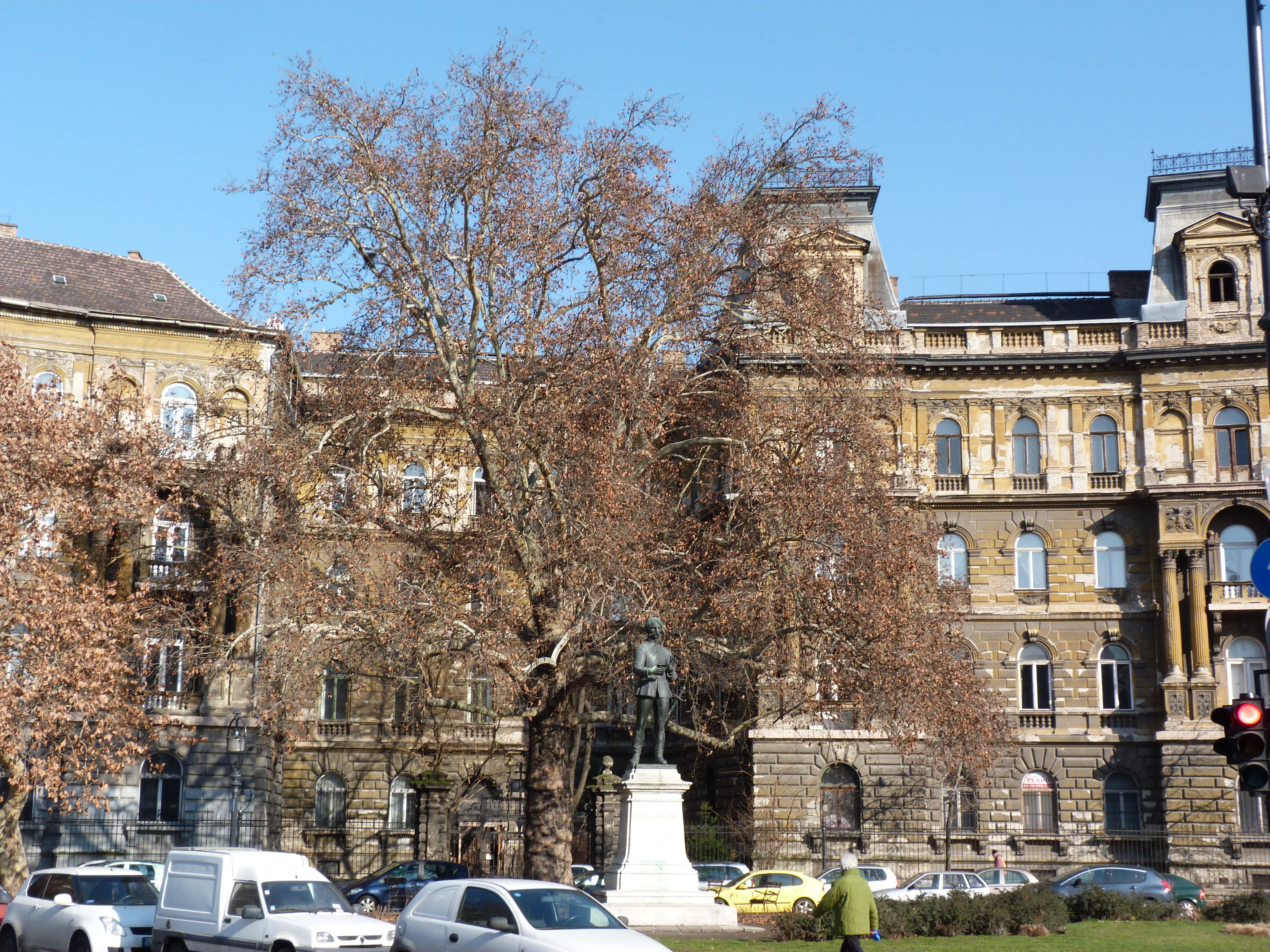
Platán a Köröndön

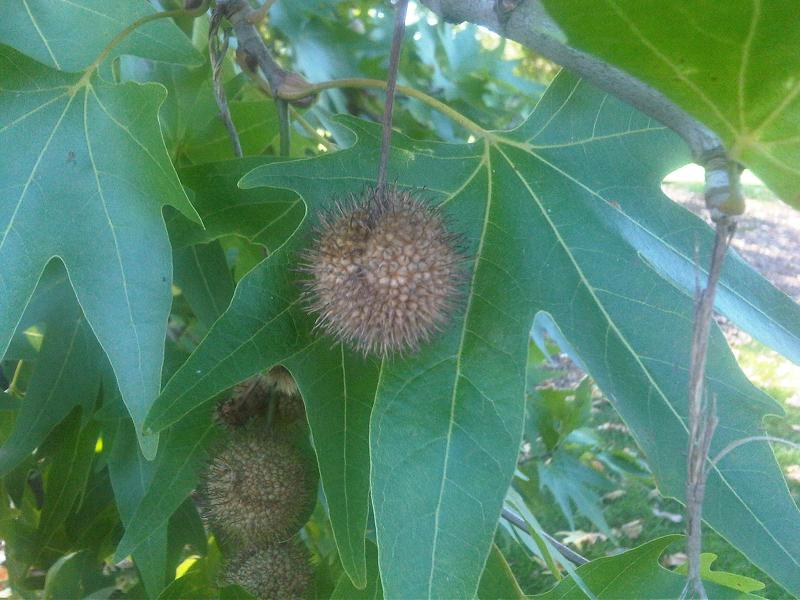
A keleti platán (Platanus orientalis) termései

A platánfélék (Platanaceae) a próteavirágúak (Proteales) rendjébe tartozó növénycsalád. Rendszertani helyük erősen vitatott, az idők folyamán több családba is beosztották már őket. Egyes rendszerekben a rózsavirágúak (Rosales) között (pl. Urania Növényvilág), megint máshol a csalánvirágúakkal (Urticales) szerepelnek. A tradicionális taxonómia a barkás fák (Hamamelididae) alosztályába sorolta őket, ahol a varázsdiófélékkel (más néven csodamogyorófélék) (Hamamelidaceae) együtt alkották a varázsdió-virágúak (csodamogyoró-virágúak) rendjét. Mindemellett abban biztosak lehetünk, hogy a platánok a zárvatermőknek (Magnoliophyta) nagyon ősi csoportja, már a kréta időszakban megjelentek, és a harmadkorban az egész északi féltekén elterjedtek voltak. Hatalmas kort képesek megélni, több száz évet élhetnek, és közben óriásivá nőhetnek (a nyugati platán a holarktikus flórabirodalom legnagyobb lombhullató fája).

## Sajátosságaik
Kivétel nélkül nagy termetű fák, törzsüket pikkelyes kéreg fedi, mely az idő előre haladtával kisebb-nagyobb darabok formájában leválik, az alatti lévő rész pedig halványsárgás, márványozott. A levelek a hajtásokon szórtan helyezkednek el, nagy felületűek, 3–7 karéjúak. Érdekes dolog, hogy a levélalap kúpszerű, és körülfogja, védi az alatta lévő hónaljrügyet. A fiatal leveleket az örvös elágazású szőrökön kívül még hegyes mirigyszőrök is borítják.
Törzsszerkezetük is sajátos. A likacsok szórtak, az évgyűrűk kevéssé fejlettek. Az edények középvastagok, egyszerű, ritkábban létrás perforációval. A bélsugarak általában szélesek, melyek között itt-ott előfordulnak keskenyebb, csak 1 sejtszélességű bélsugarak.
A platánok virágszerkezete meglehetősen sajátos, erősen redukálódott, gömbös egyivarú virágzatokba tömörülnek, melyek az ágak végeiről csüngenek le. Az alsóbb virágok többnyire termősek, a felsők porzósak, tehát a növények egylakiak. A porzós virágban a porzólevelek csatlói tetőszerű, húsos pajzsocskákat alkotnak, melyek védik a csaknem ülő portokokat. A termős virágokban hiányoznak a sziromlevelek, a termőlevelek szabadon állnak, csúcsukon tökéletlenül záródnak. A bibék vége kampós, belső felülete igen finom, érdes felületű, a szélbeporzáshoz alkalmazkodott. A gömbös terméscsoport sok egymagvú makkocskából áll, melyek tövében hosszú szőrszálak találhatók – segít a széllel való terjedésben. A magok endospermiuma csak gyengén fejlett.

## A platánok a földtörténet folyamán

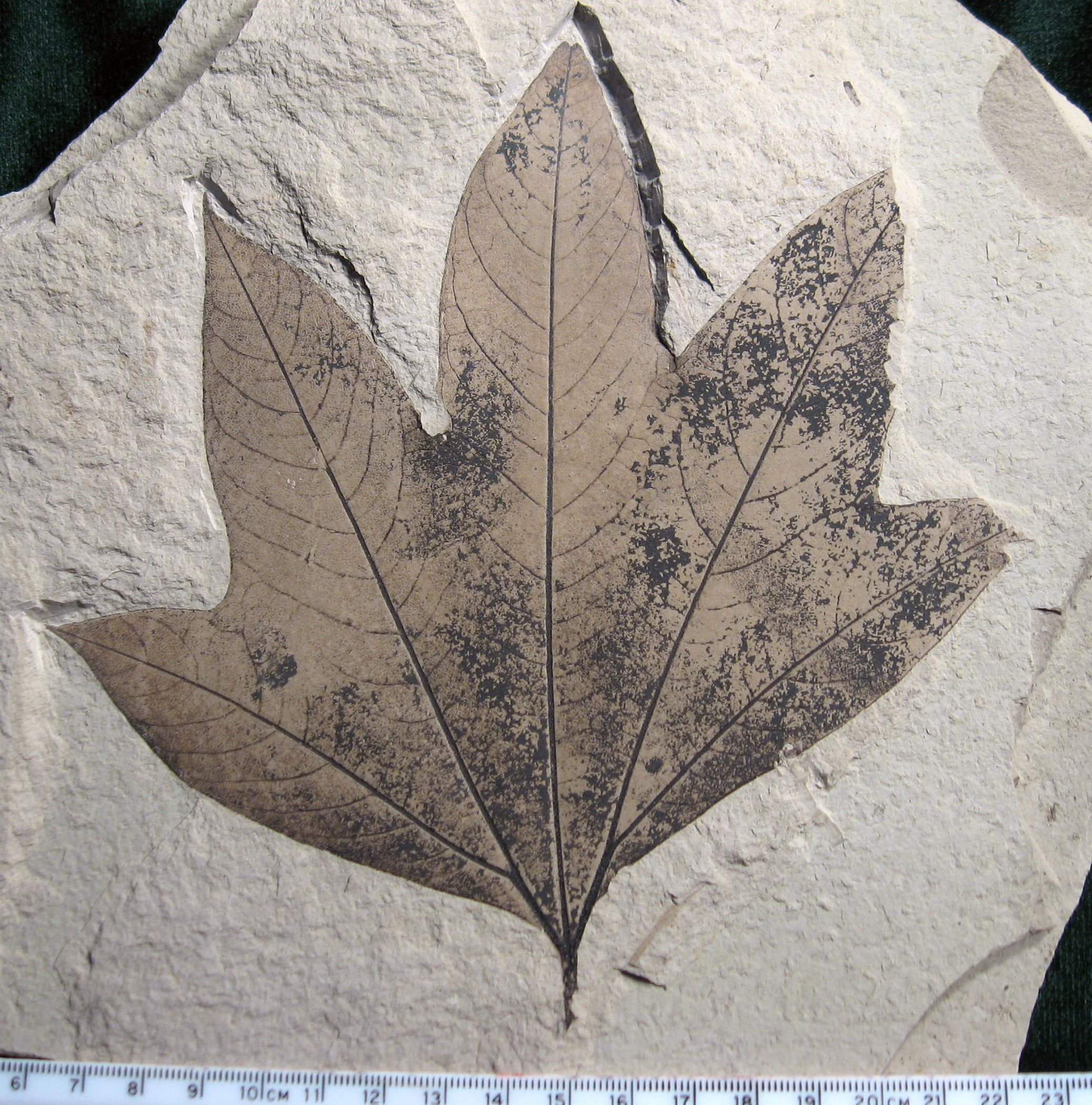
A platánfélék kihalt nemzetségébe, a Macginitea génuszba tartozó faj (M. gracialis) levéllenyomata

A Platanaceae család nagyon ősi zárvatermő csoport, korábbi vélemények szerint a platánfák már az alsó krétában megjelentek, mely álláspontot a grönlandi leletek alapján támasztottak alá. Később azonban bebizonyosodott, hogy ezek nem platánoktól származnak. Ma létezésüket a felső krétától számítjuk. A nemzetség (Platanus) elterjedése a harmadidőszakban sokkal nagyobb volt, mint ma. Akkor hazánkban is hatalmas erdőket alkottak, melyet az Észak-Dunántúl platánleletei – elsősorban törzsmaradványok – bizonyítanak. Ezenkívül különösen a fiatalabb miocénből sok platánlevél is előkerült (Felsőtárkány, Bánfalva stb.). Korábban Közép-Európában a Platanus aceroides volt nagyon gyakori, mely a harmadidőszakban egészen Japánig terjedt.
A platánoknak ma két fő elterjedési területe van. Az egyik area Észak-Amerika, mely önmagában is diszjunkt. A másik Dél-Európa és Nyugat-Ázsia. A mérsékelt öv déli szegélyén (meleg mérsékelt övezet), szubtrópusi hegyvidékek völgyeiben humuszgazdag talajon alkotnak erdőségeket.

## Fajok
A családba csak egyetlen recens nemzetség, a Platanus tartozik, melynek mintegy 10 faja ismeretes. Őshazájuk Észak-Amerika, Délkelet-Európa és a Himalája. A nyugati platán (Platanus occidentialis) Észak-Amerika egyik legnagyobb lombhullató fája, magassága elérheti az 50 métert. Európában és Ázsiában él a keleti platán (Platanus orientalis). E két faj hibridje a Platanus x acerifolia (Platanus hybrida), amely egész Európában – így Magyarországon is – kedvelt díszfa.